# Nekvasovy
Nekvasovy (deutsch Nekwasow) ist eine Gemeinde mit 187 Einwohnern in Tschechien. Sie liegt sieben Kilometer südöstlich von Nepomuk und gehört zum Okres Plzeň-jih. Die Katasterfläche beträgt 604 ha.

## Geographie
Nekvasovy befindet sich in 479 m ü. M. im Tal des Nekvasovský potok an dessen Mündungsbereich in den Kovčínský potok. Westlich des Dorfes entlang des Kovčínský potok verläuft Eisenbahnstrecke von Pilsen nach Strakonice, an der Nekvasovy einen Haltepunkt besitzt. Dahinter erhebt sich der 616 m hohe Vráž.
Nachbarorte sind Barankův Mlýn, Černý Mlýn, Pohankův Mlýn und Voděra im Norden, Chlumy im Nordosten, Stupovka und Oselce im Osten, Kvášňovice im Südosten, Kovčín im Süden sowie Kramolín und Maňovice im Nordwesten.

## Geschichte
Nekvasovy wurde 1558 erstmals erwähnt und gehörte zur Herrschaft Grünberg.
Das Dorf ist bekannt als Veranstaltungsort des Traktor-Sprint, der seit 2001 jährlich Ende Juni veranstaltet wird.

## Sehenswürdigkeiten
- Kapelle des Hl. Prokop

## Gemeindegliederung
Für die Gemeinde Nekvasovy sind keine Ortsteile ausgewiesen. Zu Nekvasovy gehört die Einschicht Vránovic Mlýn.

## Galerie

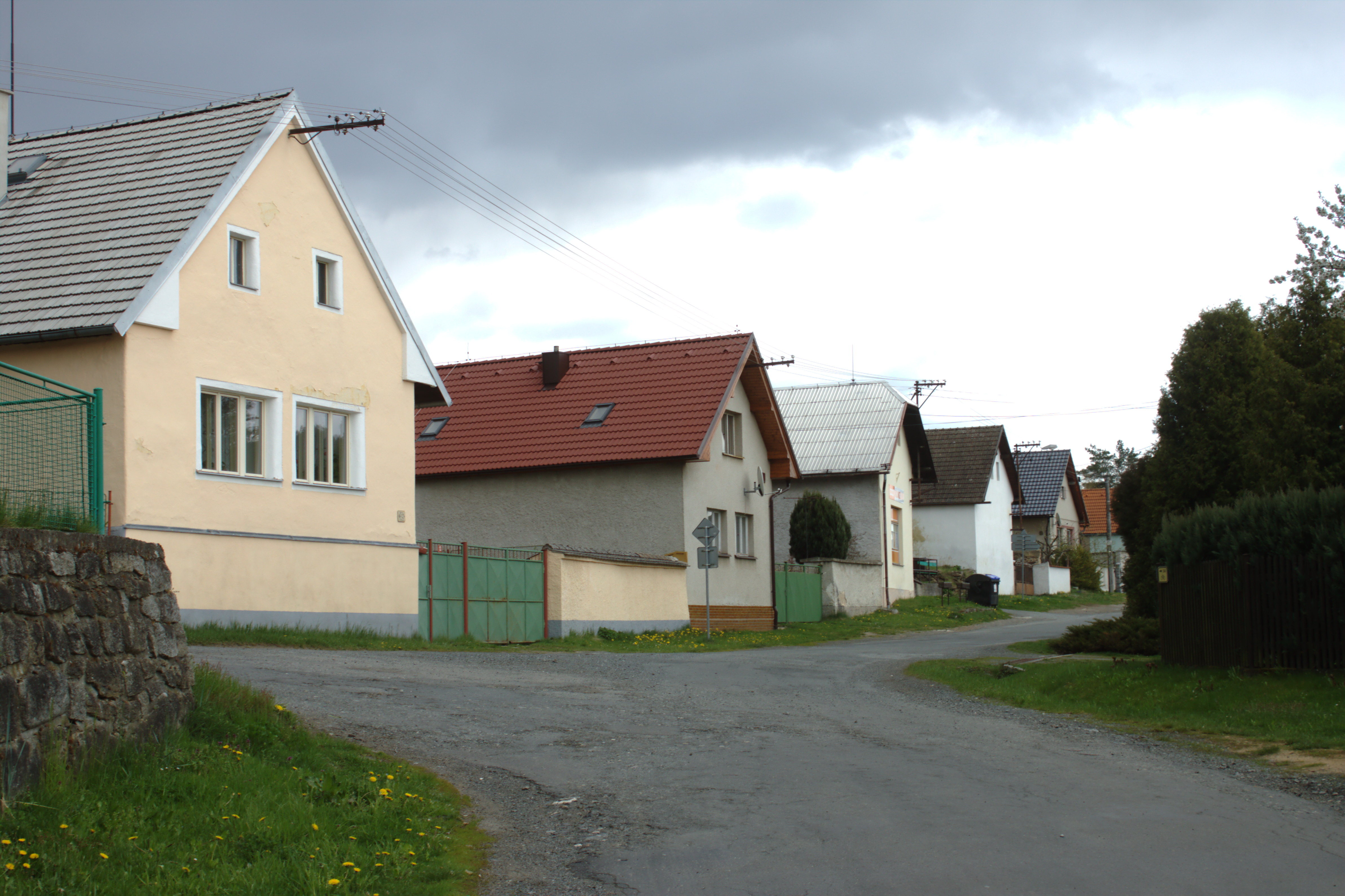
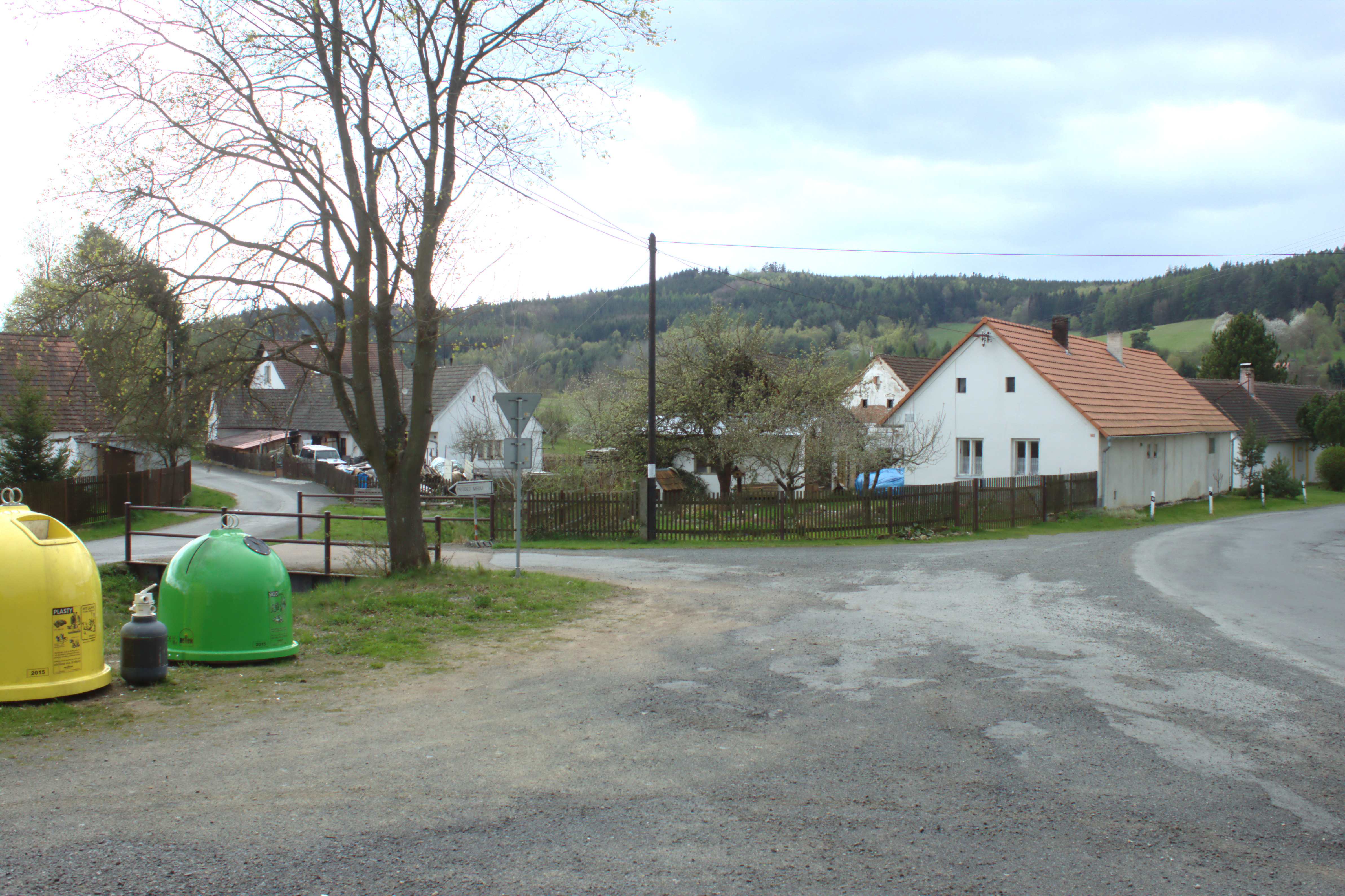
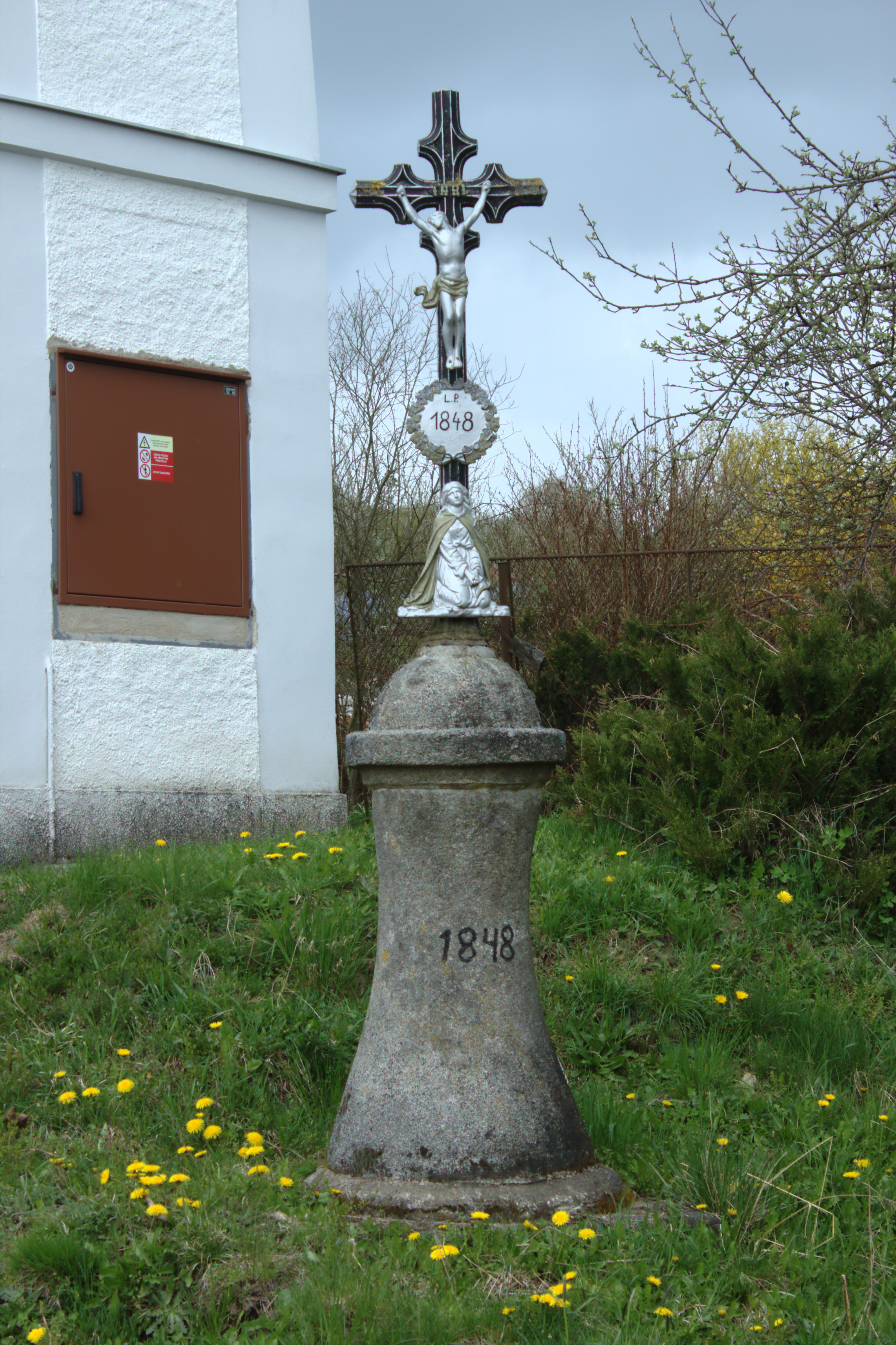